# ブザーンスキー・イェネー
ブザーンスキー・イェネー（ハンガリー語：Buzánszky Jenő, 1925年5月4日 - 2015年1月11日）は、ハンガリー出身のサッカー選手、サッカー指導者。ポジションはディフェンダー（右サイドバック）。

## 経歴
1950年代にマジック・マジャールと呼ばれたハンガリー代表の一員であり、クラブレベルでは選手生活の大半をドロギ・バーニャースで過ごしリーグ戦通算274試合に出場した。また、当時の代表選手の多くがブダペストを本拠地とするクラブに所属する中で、それらのクラブに所属しない唯一の選手だった。
ハンガリー代表としては1950年11月12日のブルガリア戦で代表デビュー（試合は1-1で引分け）をすると、1956年9月16日のユーゴスラビア戦で退くまで国際Aマッチ48試合に出場した。1952年ヘルシンキオリンピック金メダル、1954年のFIFAワールドカップ・スイス大会準優勝に貢献した。1953年にウェンブリー・スタジアムで行われたイングランドとの親善試合にも出場した。
現役引退後は指導者の道へ進み1960年代から1970年代にかけて、古巣のドロギ・バーニャース、エステルゴミ・ヴァシャシュ、フェースペド・サーリットークの監督を務めた。1996年にはハンガリーサッカー協会の副会長を務めた。
マジック・マジャール最後の存命者だったが、晩年は前立腺の問題などを抱え2014年12月に危篤状態となり、2015年1月11日に89歳で病没した。